# Kubańscy arcymistrzowie szachowi
Lista kubańskich szachistów, posiadających tytuły arcymistrzów (GM) i arcymistrzyń (WGM), zarówno w grze klasycznej, korespondencyjnej, kompozycji szachowej, jak i w rozwiązywaniu zadań szachowych oraz tytuły arcymistrzów honorowych (HGM), przyznawanych za osiągnięcia w przeszłości. Obejmuje także zawodników, którzy barwy Kuby reprezentowali tylko w pewnym okresie swojego życia.

## Szachy klasyczne

### arcymistrzowie
| Zawodnicy                      | Rok urodzenia | Rok śmierci | Rok nadania | Uwagi                              |
| ------------------------------ | ------------- | ----------- | ----------- | ---------------------------------- |
| Aramis Alvarez Pedraza         | 1988          |             | 2010        |                                    |
| Aryam Abreu Delgado            | 1978          |             | 2008        |                                    |
| Omar Almeida Quintana          | 1981          |             | 2006        |                                    |
| Walter Arencibia Rodríguez     | 1967          |             | 1990        |                                    |
| Yusnel Bacallao Alonso         | 1988          |             | 2012        |                                    |
| Julio Becerra Rivero           | 1973          |             | 1997        | obecnie Stany Zjednoczone          |
| Juan Borges Mateos             | 1966          |             | 2004        |                                    |
| Lázaro Bruzón Batista          | 1982          |             | 2000        |                                    |
| Alexis Cabrera                 | 1976          |             | 2004        | obecnie Hiszpania                  |
| Fidel Corrales Jiménez         | 1987          |             | 2008        | obecnie Stany Zjednoczone          |
| Neuris Delgado Ramírez         | 1981          |             | 2002        | później Kolumbia, obecnie Paragwaj |
| Leinier Domínguez Pérez        | 1983          |             | 2000        |                                    |
| Guillermo García González      | 1953          | 1990        | 1976        |                                    |
| Silvino García Martínez        | 1944          |             | 1975        |                                    |
| Renier González                | 1972          |             | 2008        | obecnie Stany Zjednoczone          |
| Yuri González Vidal            | 1981          |             | 2009        |                                    |
| Juan Carlos González Zamora    | 1968          |             | 2004        | obecnie Meksyk                     |
| Holden Hernández Carmenates    | 1984          |             | 2007        | obecnie Stany Zjednoczone          |
| Román Hernández Onna           | 1949          |             | 1978        |                                    |
| Irisberto Herrera              | 1968          |             | 1999        | obecnie Hiszpania                  |
| Lelys Stanley Martínez Duany   | 1985          |             | 2009        |                                    |
| Jesus Nogueiras Santiago       | 1959          |             | 1979        |                                    |
| Lexy Ortega                    | 1960          |             | 2001        | obecnie Włochy                     |
| Isan Reynaldo Ortiz Suarez     | 1980          |             | 2011        |                                    |
| Frank de la Paz Perdomo        | 1973          |             | 2004        |                                    |
| Luís Manuel Pérez Rodríguez    | 1978          |             | 2008        |                                    |
| Sandro Pozo Vera               | 1987          |             | 2012        |                                    |
| Yuniesky Quezada Pérez         | 1984          |             | 2005        |                                    |
| Amador Rodríguez Céspedes      | 1956          |             | 1977        | obecnie Hiszpania                  |
| Renier Vazquez Igarza          | 1979          |             | 2007        | obecnie Hiszpania                  |
| Reynaldo Vera González-Quevedo | 1961          |             | 1988        |                                    |

### arcymistrzynie
| Zawodniczki                  | Rok urodzenia | Rok śmierci | Rok nadania | Uwagi             |
| ---------------------------- | ------------- | ----------- | ----------- | ----------------- |
| Maritza Arribas Robaina      | 1971          |             | 1999        |                   |
| Mairelys Delgado Crespo      | 1974          |             | 2004        | obecnie Hiszpania |
| Oleiny Linares Nápoles       | 1983          |             | 2010        |                   |
| Zirka Frómeta Castillo       | 1963          |             | 2008        |                   |
| Yaniet Marrero López         | 1983          |             | 2008        |                   |
| Lisandra Teresa Ordaz Valdés | 1988          |             | 2011        |                   |
| Sulennis Piña Vega           | 1981          |             | 2002        |                   |
| Vivian Ramón Pita            | 1963          |             | 1998        |                   |
| Yanira Vigoa Apecheche       | 1987          |             | 2011        |                   |

## Szachy korespondencyjne

### arcymistrzynie
| Zawodniczki                          | Rok urodzenia | Rok śmierci | Rok nadania | Uwagi |
| ------------------------------------ | ------------- | ----------- | ----------- | ----- |
| Maria de los Angeles Ynchauspi Leyva | ?             |             | 2008        |       |